# John Sherwood (évêque)
Pour les articles homonymes, voir John Sherwood.
John Sherwood (ou John Shirwood), mort le 14 janvier 1494 à Rome, était un homme d'église et diplomate anglais, prince-évêque de Durham de 1484 à sa mort.

## Biographie
Il obtint une licence à l'University College d'Oxford en 1450. Il apprit le grec avec le scribe Emmanuel de Constantinople, en 1455, grâce à quoi il fut plus tard recommandé dans une lettre de Richard III d'Angleterre au pape Innocent VIII,. Il fut ensuite juriste pour le pape, puis diplomate lorsqu'il devint le premier ambassadeur permanent anglais à Rome, en 1479,. Il constitua une bibliothèque classique remarquée et obtint le soutien de George Neville, archevêque d'York.
Après avoir été archidiacre de Richmond dès 1465, il devint prince-évêque de Durham en 1484. Il fut nommé le 29 mars 1484, sous le règne de Richard III, et fut probablement sacré le 26 mai. Bien qu'il fût au courant des Princes dans la Tour, il ne fit rien pour eux. Il se rendit à nouveau à Rome par deux fois, comme ambassadeur: en 1487, avec Thomas Linacre et William Tilly of Selling; et en 1492-3, voyage au cours duquel il trouva la mort. 
Il est mort le 14 janvier 1494.